# 高球参属
高球参属（学名：Ypsilothuria）为高球参科的一个属。

## 下级分类
本属包括以下物种：
- 双手高球参 Ypsilothuria bitentaculata (Ludwig, 1893)[1]
- Ypsilothuria talismani E.Perrier, 1886-01